# 杨畅
杨畅（2001年9月16日—），山西晋城人，中国女子游泳运动员，2016年世界杯多哈站混合4×50米自由泳接力银牌得主、2022年亚洲运动会女子100米蛙泳铜牌得主、2025年世界游泳锦标赛女子4×100米混合泳接力铜牌得主。